# Istoria literaturii române contemporane (1941–2000)
Istoria literaturii române contemporane (1941–2000), scrisă de Alex Ștefănescu, își propune documentarea și analiza literaturii autohtone între anii 1941 și 2000. Aceasta a fost publicată la editura Mașina de scris, în anul 2005.
Tratatul a fost elaborat pentru a oferi o continuare a analizei literaturii române, pornită de George Călinescu prin Istoria literaturii române de la origini până în prezent.
În anul 2005, Uniunea Scriitorilor din România a acordat un premiu special autorului pentru această lucrare. Cu toate acestea, critici precum Lucian Bagiu susțin că aceasta nu ar putea fi considerată o lucrare de istorie literară, fiind mai degrabă o colecție de critică literară.

## Recepție
Cu toate că o astfel de lucrare este importantă în studiul literaturii române, Istoria literaturii române contemporane a fost subiectul multor articole, atât lăudând munca autorului, cât și criticând-o.
Pentru această lucrare, Alex Ștefănescu a primit un premiu special în cadrul Premiilor Uniunii Scriitorilor Români în anul 2005.  Stilul în care criticul abordează literatura a primit laude din partea unor critici literari. Angelo Mitchievici precizează:
„Alex Ștefănescu discută despre literatură în cărțile sale firesc, cu o plăcere nedisimulată, cu o convivială disponibilitate, atrăgător, cu înțelepciune și finețe. El este interlocutorul ideal, prietenul cu care ți-ar plăcea să schimbi idei de dragul ideilor, care posedă acest geniu al frazei memorabile, al poantei care dă savoare și instruiește.”—Alex Ștefănescu
Una dintre principalele critici aduse cărții, este lipsa unei abordări exhaustive, de documentare, a subiectului; Alex Ștefănescu folosind tehnici de critică literară pentru realizarea acestei lucrări, astfel infuzând-o cu propriile opinii despre importanța estetică și culturală a scriitorilor documentați. În cele din urmă, lipsa unei grupări în categorii legate de apartenența la curente literare este un alt argument pentru neîncadrarea tratatului în exigențele istoriei literare, ci clasificarea lui ca o lucrare de critică literară.